# Cessna DC-6
De Cessna DC-6 was een Amerikaans eenmotorig hoogdekker passagiersvliegtuig. Het vierzitter toestel uit 1929 was ontworpen door Clyde Cessna de oprichter en naamgever van Cessna Aircraft Company. Het was in gebruik bij de United States Army Air Corps (ASAAC) met type-aanduiding: UC-77/UC-77A.

## Ontwerp en historie
De Cessna DC-6 was een verkleinde versie van de Cessna CW-6 zeszitter. De eerste vlucht was in 1929. Het toestel werd geproduceerd in twee versies: de DC-6A en de DC-6B. Het typecertificaat van beide modellen werd uitgegeven op 29 oktober 1929. Helaas was dit net in de tijd van de Wall Street beurskrach  en de grote depressie. Hierdoor was er weinig vraag naar dit vliegtuig en totaal zijn er slechts ongeveer 45 exemplaren gebouwd. 
De DC-6A en DC-6B werden zowel ingezet als privévliegtuig als voor de distributie van kranten. In 1942 hebben ze dienst gedaan als verbindingsvliegtuig voor de United States Army Air Forces (USAAF).

## Varianten

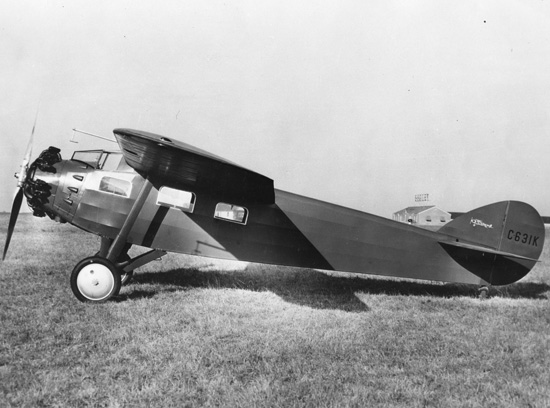
Cessna DC-6B

DC-6
Originele model, voortgedreven door een 170 pk Curtiss Challenger zescilinder stermotor. Ontworpen als een verkleinde Cessna CW-6.
Model DC-6A Chief
Uitgerust met een 300 pk Wright R-975 Whirlwind negencilinder stermotor; 20 exemplaren gebouwd.
Model DC-6B Scout
Uitgerust met een 225 pk Wright R-760 Whirlwind zevencilinder stermotor; 24 stuks gebouwd.
UC-77
Militaire aanduiding van vier DC-6A toestellen in dienst bij de USAAF.
UC-77A
Militaire aanduiding van vier DC-6B toestellen in dienst bij de USAAF.
- Opmerking: de type-aanduidingen: UC-77B, UC-77C en UC-77D waren geen DC-6 toestellen. Deze aanduidingen waren gereserveerd voor de Cessna Airmaster.